# مارسيلو غروهي
مارسيلو غروهي (بالبرتغالية: Marcelo Grohe) ولد في يوم (13 يناير 1987)، هو لاعب كرة قدم برازيلي يلعب في مركز حراسة المرمى لنادي الخلود السعودي.
يعتبر الحارس غروهي أكتر حارس حفاظا على نظافة شباكه بموسم واحد في تاريخ الدوري السعودي للمحترفين.
ولد غروهي في كامبو بوم ، البرازيل ، وبدأ مسيرته المهنية مع غريميو. انتقل إلى النادي الألماني ريد بول سالزبورغ في عام 2012 ، لكنه عاد إلى البرازيل بعد عام واحد للانضمام إلى أتلتيكو مينيرو. في عام 2018 ، انضم غروهي إلى الاتحاد السعودي.

## الإنجازات
غريميو بورتو أليغرينزي
- كأس البرازيل : 2016
- كوبا ليبرتادوريس : 2017
- ريكوبا سودأمريكانا : 2018

 الاتحاد
- دوري المحترفين السعودي : 2022–23
- كأس السوبر السعودي : 2022

### فردية
- حارس الشهر في الدوري السعودي (7): أغسطس 2020، ديسمبر 2020، أبريل & مايو 2021، مارس 2022، فبراير & مارس 2023[5][6]

## روابط خارجية
• مارسيلو غروهي على موقع نبراس nibrseilm (العربية)
- مارسيلو غروهي على موقع الاتحاد الدولي (مؤرشف)  (الإنجليزية)
- مارسيلو غروهي على موقع إي إس بي إن إف سي (الإنجليزية)
- مارسيلو غروهي على موقع قاعدة بيانات كرة القدم.إي يو (الإنجليزية)
- مارسيلو غروهي على موقع ناشيونال فوتبول تيمز (الإنجليزية)
- مارسيلو غروهي على موقع Soccerbase.com (لاعب) (الإنجليزية)
- مارسيلو غروهي على موقع Soccerway.com (الإنجليزية)
- مارسيلو غروهي على موقع عالم كرة القدم.نت (الإنجليزية)
- مارسيلو غروهي على موقع AS.com (الإسبانية)